# 東京都道482号台場青海線

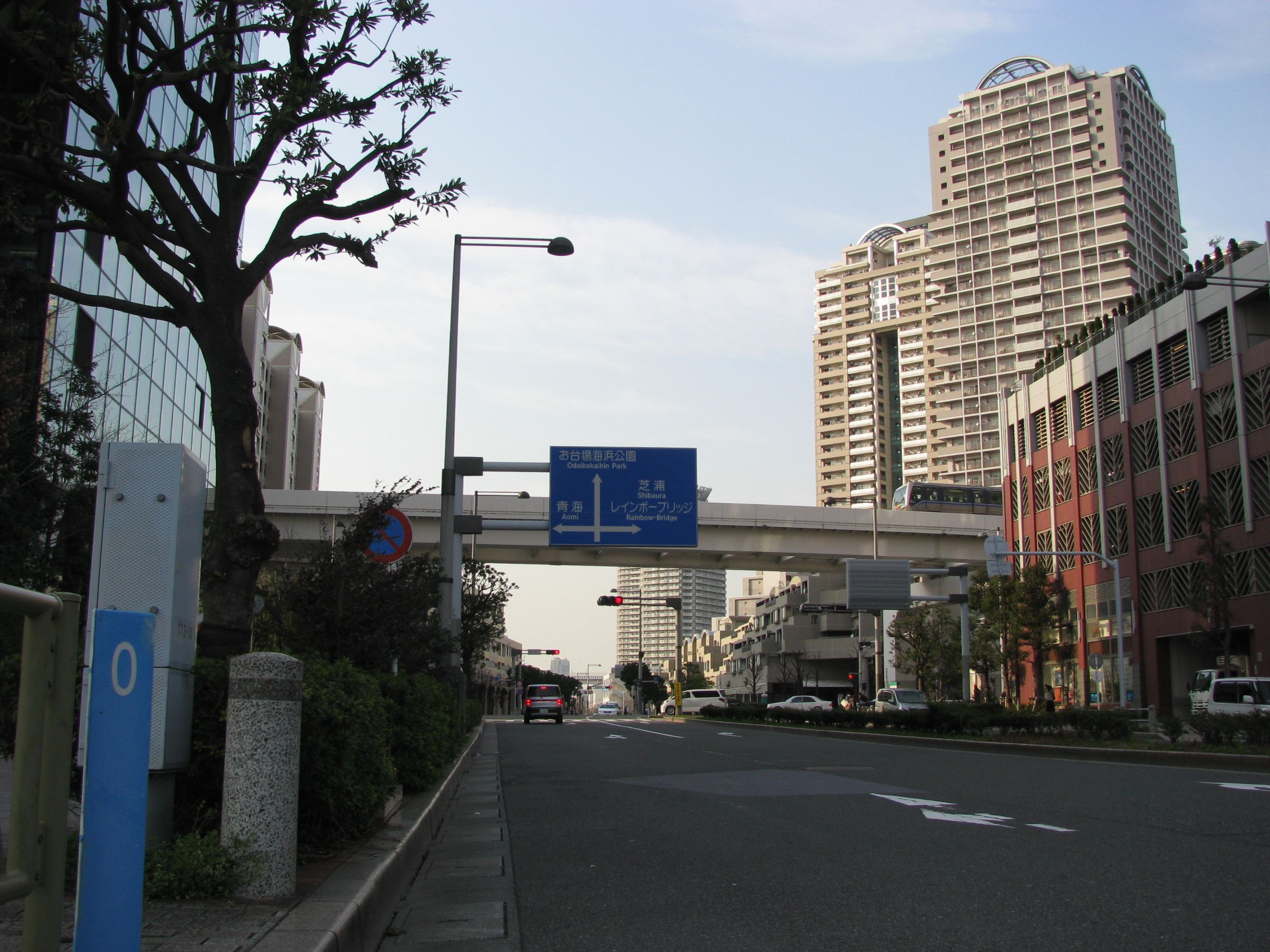
有明橋西交差点付近（2012年3月）

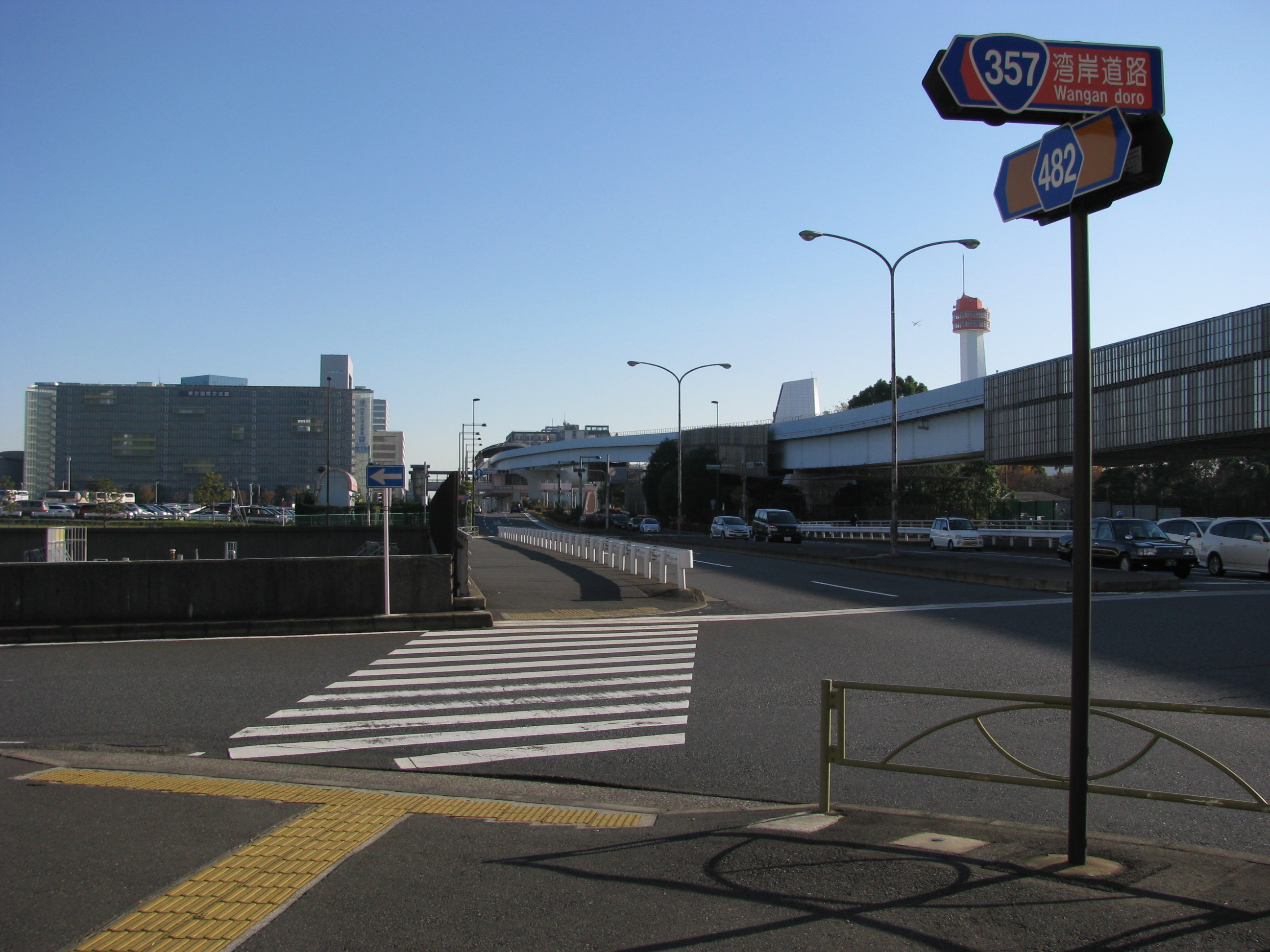
潮風公園北交差点付近（2011年12月）

東京都道482号台場青海線（とうきょうとどう482ごう だいばあおみせん）は、東京都港区から江東区までを結ぶ特例都道である。
ほぼ全線にわたりゆりかもめと同一の経路（お台場海浜公園 - テレコムセンター間）を通過する。

## 概要

### 路線データ
- 総延長：2.6 km[1]
- 実延長：2.6 km[1]
- 起点：東京都港区台場二丁目（有明橋西交差点＝国道357号交点）
- 終点：東京都江東区青海二丁目（テレコムセンター前交差点＝臨港道路青海縦貫線交点）

## 路線状況

### 通称
通称は特に存在しない。

### 交通量
24時間自動車類交通量（台/日）
- 江東区青海1-1：5,348

## 地理

### 通過する自治体
- 東京都
  - 港区 - 江東区

### 交差する道路
交差する道路の特記がないものは区道。
| 交差する道路          | 交差する道路          | 交差点名 | 交差点名              |
| --------------------- | --------------------- | -------- | --------------------- |
| 国道357号（湾岸道路） | 国道357号（湾岸道路） | 港区     | 有明橋西              |
| -（屈折）             |                       | 港区     | 海浜公園入口          |
| -                     | 台場一丁目            | 港区     |                       |
|                       |                       | 港区     | 台場                  |
|                       |                       | 港区     | 台場駅前              |
| -（屈折）             |                       | 港区     |                       |
|                       | 国道357号（湾岸道路） | 港区     | 潮風公園北 潮風公園南 |
| -                     |                       | 江東区   | 船の科学館入口        |
|                       |                       | 江東区   | 東京湾岸警察署前      |
|                       |                       | 江東区   | テレコム駅前          |
| 臨港道路青海縦貫線    | 臨港道路青海縦貫線    | 江東区   | テレコムセンター前    |